# Foston on the Wolds
Foston on the Wolds is een plaats en civil parish in het bestuurlijke gebied East Riding of Yorkshire, in het Engelse graafschap East Riding of Yorkshire met 253 inwoners.